# Лентьяи
Лентьяи (итал. Lentiai) — коммуна в Италии, располагается в провинции Беллуно области Венеция.
Население составляет 2958 человек, плотность населения составляет 80 чел./км². Занимает площадь 37 км². Почтовый индекс — 32020. Телефонный код — 0437.
Покровительницей коммуны почитается Пресвятая Богородица, празднование 16 июля.